# Бартеневщина
Барте́невщина — село в составе Дмитриевского сельского поселения Галичского района Костромской области России.

## География
Село расположено, по разным данным, у речек Чернявки и Вьялки, или Кистеге.

## История
Согласно Спискам населённых мест Российской империи в 1872 году погост Воскресенское, что в Бартеневщине (Бартеневщина) находился на торговом тракте из Галича в Кинешму и относился к 2 стану Галичского уезда Костромской губернии. В погосте числилось 7 дворов, проживало 14 мужчин и 20 женщин. Имелись две православных церкви и училище, еженедельно проводились базары.
Согласно переписи населения 1897 года в селе проживало 45 человек (20 мужчин и 25 женщин).
Согласно Списку населённых мест Костромской губернии в 1907 году село относилось к Воскресенской волости Галичского уезда Костромской губернии. По сведениям волостного правления за 1907 год в нём числилось 8 крестьянских дворов и 44 жителя. В селе имелась школа.
До муниципальной реформы 2010 года село входило в состав Пронинского сельского поселения.

## Население
| 2008 | 2010 | 2012 | 2014 |
| ---- | ---- | ---- | ---- |
| 1    | ↘0   | →0   | →0   |